# المسجد الكبير في الرملة
المسجد الكبير في الرملة يقع في مركز مدينة الرملة، هو مسجد بُني في الأصل ككنيسة أقامها الفرنجة في القرن الثاني عشر الميلادي، وفي عهد الدولة المملوكية حُولت الكنيسة إلى مسجد عام 1266، وأضيف إلى الهيكل محراب ومئذنة.

## تاريخ
تم بناء المسجد في الأصل ككنيسة في القرن الثاني عشر. وفي عهد السلطنة المملوكية، تم تحويل الكنيسة إلى مسجد عام 1266. وأضيف إلى الهيكل محراب ومئذنة.

## العمارة
يتكون المسجد من ثلاث قاعات متوازية، وصحن، وجناحين جانبيين.

## المواصلات
يُمكن الوصول إلى المسجد سيرًا على الأقدام جنوب محطة الرملة التابعة لسكك حديد إسرائيل.